# Городовичі
Городо́вичі — село в Україні, у Самбірському районі Львівської області. Населення становить 582 осіб. Орган місцевого самоврядування - Хирівська міська рада.

## Історія
23 листопада 1374 Володислав Опольський віддав Городовичі (також Добромиль, Смільницю, Сушицю, Хирів, Старяву, Чаплі, Сусідовичі) своїм посіпакам братам Гербурту і Фрідріху Павезам. До 1772 р. село знаходилося в Перемишльській землі Руського воєводства.
15 червня 1934 р. село передане з Самбірського повіту до Добромильського.

## Населення

### Мова
Розподіл населення за рідною мовою за даними перепису 2001 року:
| Мова            | Кількість | Відсоток |
| --------------- | --------- | -------- |
| українська      | 778       | 99.48%   |
| російська       | 2         | 0.26%    |
| інші/не вказали | 2         | 0.26%    |
| Усього          | 782       | 100%     |

## Відомі люди
- Воньо Мирослав Михайлович — український поет-пісняр.
- Гусейнов Руслан Абасович — солдат Збройних сил України, учасник російсько-української війни.
- Микола Щерба — український художник, викладач з міста Самбора.